# 当武-拉费里耶尔
当武-拉费里耶尔（法語：Danvou-la-Ferrière，法語發音：[dɑ̃vu la fɛʁjɛʁ] ⓘ）是法国卡尔瓦多斯省的一个旧市镇，属于维尔区。当武-拉费里耶尔于1972年由原市镇当武（Danvou）和拉费里耶尔迪瓦勒（La Ferrière-Duval）合并而成。2017年，当武-拉费里耶尔与临近的6个市镇合并为新市镇莱蒙多奈。

## 地理
当武-拉费里耶尔（48°57'17"N, 0°40'23"W）面积11.51 平方千米，位于法国诺曼底大区卡爾瓦多斯省，该省份为法国西北部沿海省份，北濒大西洋英吉利海峡，东北与滨海塞纳省以海上边界相接，东临厄尔省，南至奧恩省，西与芒什省接壤。
与当武-拉费里耶尔接壤的市镇（或旧市镇、城区）包括：蒙绍韦、翁德方丹、鲁康、圣让勒布朗、勒梅尼勒欧祖夫。

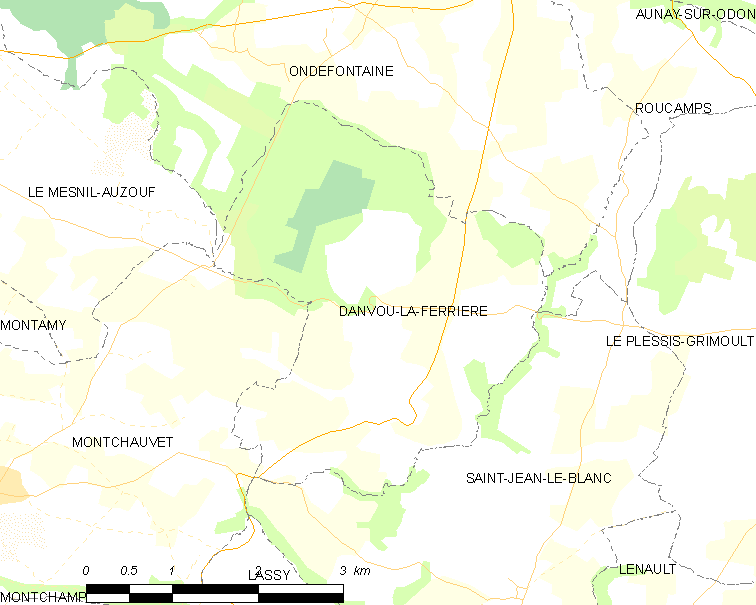
当武-拉费里耶尔的OSM定位图

当武-拉费里耶尔的时区为UTC+01:00、UTC+02:00（夏令时）。

## 行政
当武-拉费里耶尔的邮政编码为14770，INSEE市镇编码为14219。

## 政治
当武-拉费里耶尔所属的省级选区为莱蒙多奈县。

## 人口

1962-2008年间当武-拉费里耶尔人口变化图示

当武-拉费里耶尔于2018年1月1日时的人口数量为160人。